# Tiburtina
Das V. Munizipium Tiburtina ist eines der 19 Munizipien der Stadt Rom. Es liegt östlich der Altstadt und erstreckt sich in etwa zwischen der Via Nomentana und der A24 Strada dei Parchi.
Tiburtina hat (Stand: 2006) 178.660 Einwohner und setzt sich aus den folgenden Ortsteilen zusammen.
| 5a     | Casal Bertone     | 16.448  |
| 5b     | Casal Bruciato    | 23.058  |
| 5c     | Tiburtino Nord    | 19.886  |
| 5d     | Tiburtino Sud     | 24.775  |
| 5e     | San Basilio       | 26.197  |
| 5f     | Tor Cervara       | 1.318   |
| 5g     | Pietralata        | 14.874  |
| 5h     | Casal de’ Pazzi   | 26.502  |
| 5i     | Sant'Alessandrino | 8.267   |
| 5l     | Settecamini       | 8.171   |
| Gesamt | Gesamt            | 178.660 |

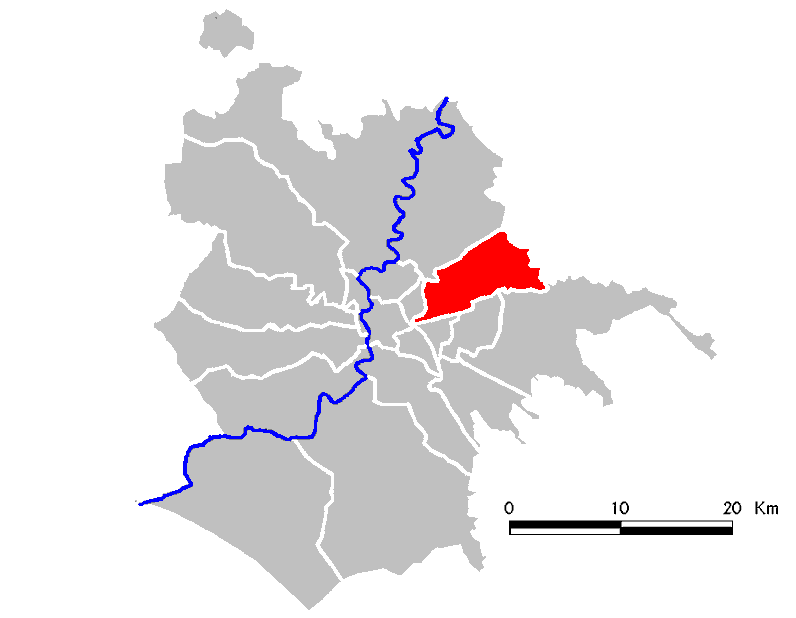
Lage von Tiburtina in Rom

In diesem Gebiet des Agro Romano gab es nur wenige ältere Dörfer wie Settecamini. Das Stadtviertel wurde ab den 1930er Jahren besiedelt, als Arbeitersiedlungen wie Pietralata, Tiburtino und San Basilio gegründet wurden. Der größte Teil der Bebauung entstand jedoch erst nach dem Zweiten Weltkrieg. Während der Richtung Innenstadt gelegene Teil dicht besiedelt ist, liegen im Osten Industrieflächen, aber auch noch relativ große Freiflächen, die wie der Parco di Aguzzano unter Schutz stehen. Das Gebiet wird vom Fluss Aniene sowie von der namensgebenden Via Tiburtina durchzogen; erschlossen wird es durch die Metrolinie B. Am Westrand liegt der Bahnhof Roma Tiburtina, der nach der Stazione Termini zweitwichtigste Bahnhof Roms.